# Khadija Ben Haddou
Khadija Ben Haddou (en arabe : خديجة بن حدو), née le 28 septembre 1989 à Compiègne (France), est une footballeuse internationale marocaine évoluant au poste de milieu de terrain.

## Biographie
Khadija Ben Haddou grandit dans une famille de sportifs et débute le football à l'âge de 5 ans dans un club local de sa ville natale, à Lacroix-Saint-Ouen où elle joue avec les garçons. Son père est un ancien arbitre.

### Carrière en club
Khadija Ben Haddou se forme à l'US Compiègne Oise avec qui elle découvre en 2005, l'élite du football féminin français. 
Après avoir passé douze ans à l'USCO, elle débarque en 2015 au Tremblay FC qui évolue en deuxième division.
Puis en 2017, elle rejoint le Racing Club Saint-Denis avec qui elle réalise la montée en deuxième division à l'issue de sa première saison au club.
Après deux saisons à Saint-Denis, elle s'engage en 2020 à l'AS Beauvais Oise avec lequel elle passe ses diplômes d'entraîneur.

### Carrière internationale
Khadija Ben Haddou reçoit une première convocation pour jouer en équipe du Maroc en janvier 2012 dans le cadre d'une double confrontation face à la Tunisie comptant pour les qualifications à la CAN 2012.
À l'instar d'Ibtissam Bouharat ou Salma Amani, elle fait partie des premières joueuses issues de la diaspora marocaine à être appelée en sélection marocaine. Jusqu'ici, la fédération marocaine se contente des joueuses locales.
Abid Oubenaissa, sélectionneur à cette époque, la fait jouer titulaire lors du match aller disputé au Stade Moulay Hassan le 14 janvier 2012 remporté par le Maroc (2-0). Les Marocaines se font rattraper au match retour en Tunisie et doivent disputer une séance de tirs au but, qui sourit aux coéquipières de Ben Haddou. Et c'est aussi après une séance de penalties que les Marocaines se font éliminer au dernier tour, par le Sénégal, après un score de 0-0 au match aller comme au match retour. Khadija Ben Haddou dispute aussi cette double confrontation.
Elle participe aux qualifications à la CAN 2014. Mais les Marocaines avec à ses rangs Benhaddou se font sortir dès le premier tour par l'Algérie,.
Dans le cadre des préparations aux qualifications à la CAN 2016, le Maroc reçoit et affronte l'Égypte en novembre 2015 dans une double confrontation amicale dont participe Ben Haddou. Les Lionnes de l'Atlas s'imposent lors des deux matchs,. 
Après cette double victoire face aux Égyptiennes, les Marocaines entament les qualifications à la CAN, en affrontant le Mali en mars 2016. Si le match aller à Bamako se termine sur un nul vierge, le retour à Salé voit les Maliennes s'imposer 2 buts à 1. Le Maroc est de nouveau absent pour la phase finale,.

## Statistiques

### En sélection
Le tableau suivant liste les rencontres de l'équipe du Maroc auxquelles a participé Khadija Ben Haddou depuis le 14 janvier 2012 :